# Antedonoidea
Antedonoidea zijn een superfamilie uit de orde van de haarsterren (Comatulida).

## Families
- Antedonidae Norman, 1865
- Pentametrocrinidae A.H. Clark, 1908
- Zenometridae A.H. Clark, 1909